# Bagre marinus
Bagre marinus es una especie de pez de la familia Ariidae en el orden de los Siluriformes.

## Morfología
- Los machos pueden llegar alcanzar los 69 cm de longitud total y 4.360 g de peso.[1]
- Las aletas dorsal y pectoral son venenosas por estar equipadas con una espina eréctil cargada de veneno.[2][3][4]

## Alimentación
Come peces pequeños e invertebrados. También se alimenta de detritus y desechos.

## Depredadores
En los Estados Unidos es depredado por Carcharhinus leucas.

## Hábitat
Es un pez demersal y de clima subtropical que vive entre 0 a 50 m de profundidad.

## Distribución geográfica
Se encuentra en el Atlántico occidental: Golfo de América/México, Cuba, oeste del Caribe y el norte de Sudamérica.

## Uso comercial
Su carne es buena y se comercializa fresco. En el Oriente de Venezuela a los ejemplares pequeños se les da el nombre coloquial de cuinche.